# Staafpissebed
De staafpissebed (Idotea linearis) is een pissebed uit de familie Idoteidae. De wetenschappelijke naam van de soort werd in 1766 voor het eerst geldig gepubliceerd door Carl Linnaeus als Oniscus linearis.

## Kenmerken
De staafpissebed is een heel langgerekte zeepissebed, tot zeven keer langer dan breed. De mannetjes zijn meestal groter dan de vrouwtjes en kunnen zo'n 40 millimeter lang worden. Het heeft een uitgerande telson en zeer lange antennes.

## Verspreiding
Het verspreidingsgebied van de staafpissebed strekt zich uit van de Noordzee (tot Denemarken, Groot-Brittannië) naar het zuiden tot aan Marokko en de Middellandse Zee. Het leeft onder de kustzone en kan bij eb vaak worden gezien in de buurt van zandige kusten.